# Bobby Hackett
Bobby Hackett, geboren als Robert Leo Hackett, (Providence, 31 januari 1915 - Chatham, 7 juni 1976) was een Amerikaanse jazzmuzikant (trompet, kornet, gitaar).

## Jeugd
Hackett groeide op als een van negen kinderen in Providence. Hij speelde al gitaar en viool, toen hij op 12-jarige leeftijd zijn eerste kornet kreeg. Hij trad op in de danszalen van Rhode Island en in een plaatselijk Chinees restaurant. 

## Carrière
Hackett telde als een van de belangrijkste trompettisten van de Bix Beiderbecke-opvolging en telde vanwege zijn milde toon tijdens de jaren 1930 als de nieuwe Bix. Benny Goodman contracteerde hem extra voor zijn Carnegie Hall-concert van 1938, om Beiderbeckes populaire I'm Coming, Virginia (1927) te vertolken. Hijzelf vond deze vergelijkingen echter vervelend. Hij karakteriseerde en zag zichzelf als Louis Armstrong-man.
In 1932 had hij zijn eerste band-verbintenis bij het orkest van Herbie Marsh, toentertijd nog overwegend als gitarist. Toen hij probeerde om kornet te spelen, dreigde een hotelmanager de verbintenis met de band te beëindigen. In 1933 werkte Hackett met Pee Wee Russell, daarna meerdere jaren met Eddie Condon. Aan het begin van de jaren 1940 kwam hij na de mislukking van zijn eigen bigband in financiële problemen en kon hij bovendien wegens lipproblemen geen blaasinstrument meer spelen. Glenn Miller nam hem in 1941/1942 als gitarist op in zijn orkest, waar hij ook te horen was met enkele korte trompetsolo's. In de Universal-film The Glenn Miller Story improviseerde hij over A String of Pearls, waarmee hij ook in een beroemd geworden solo te horen is op Millers succesvolle plaat. Na de oplossing van zijn startproblemen speelde hij tijdens de jaren 1940 vooral weer kornet, onder andere bij Louis Armstrong en in het ABC-radio-orkest.
Tijdens de jaren 1950 nam hij voor Jackie Gleason enkele van diens easy listening-albums op met gevoelig vertolkte balladen en strijkorkest. Hij speelde zowel swing als ook dixieland, af en toe zelfs bop en vervolgde zijn carrière tot aan zijn dood. In 1971 verhuisde hij van New York naar West Harwich in Cape Cod, nadat hij in het voorgaande jaar langer had gespeeld in een hotel in Hyannis. Tijdens de jaren 1970 toerde hij met George Wein en Dizzy Gillespie door Japan en Europa. Hij speelde ook in een eigen sextet met Zoot Sims en richtte een eigen label op. Bovendien was hij regelmatig te gast bij de Colorado Jazz Parties en de hotels in Cape Cod, waar hij in 1976 overleed aan de gevolgen van een hartinfarct.
Hackett behoort tot de muzikanten van de traditionele jazz, die ook door protagonisten van de moderne jazz, zoals Dizzy Gillespie, zeer werd gewaardeerd. Ofschoon hij zichzelf als Armstrong-fan kenmerkte (en ook steeds weer nummers van zijn idool naspeelde), wordt zijn lyrische, warme speelwijze heel duidelijk beïnvloed door Beiderbecke en door de ongeveer even oude Bunny Berigan. Tot zijn blijvende prestaties behoren de opnamen met Jack Teagarden uit de jaren 1950, bij benadering het klassieke New Orleans.
Hackett stond ervoor bekend, dat hij nooit kwaad sprak over andere mensen. Tijdens een uitgebreide tournee met de band van Eddie Condon trachtten zijn collega's uit hem een negatieve opmerking tot een medemens uit te lokken, hetgeen zoals altijd volledig mislukte. Wild Bill Davison vroeg op een avond aan Hackett wat hij vond van Adolf Hitler. Na een korte denkpauze antwoordde hij, dat Hitler op zijn manier de beste was.

## Overlijden
Bobby Hackett overleed in juni 1976 op 61-jarige leeftijd aan de gevolgen van een hartinfarct.

## Discografie
- The Savory Collection 1935–1940 (Mosaic Records, ed. 2018)
- Jazz Ultimate - 1957 (EMI Records) LP met Jack Teagarden, Peanuts Hucko, Ernie Caceres, Gene Schroeder, Billy Bauer, Jack Lesberg, Buzzy Drootin
- At the Embers - 1957 (Capitol Records) LP met Buzzy Drootin
- The Spirit Swings Me - 1960 (Sesac - N 4101/02) LP met Dick Cary, Bob Wilber, Dave McKenna, Jim Hall, Jimmy Raney, Jake Hanna
- Hollywood Bowl Concert - 1963 (Shoestring) LP met Jack Teagarden
- Live at the Roosevelt Grill (Chiaroscuro - 1970) LP met Vic Dickenson, Dave McKenna, Jack Lesberg, Cliff Leeman
- Live at the Roosevelt Grill Vol.2 (Chiaroscuro - 1970) LP met Vic Dickenson, Dave McKenna, Jack Lesberg, Milt Hinton, Cliff Leeman
- Strike up the Band - 1974 (Flying Dutchman) LP met Zoot Sims, Hank Jones, Bucky Pizzarelli, Richard Davis, Mel Lewis
- Butterfly Airs - 1975 (Honey Dew) LP met Sir Charles Thompson

### Compilaties
- The Complete Capitol Records Bobby Hackett Solo Sessions - 1953 - 1959 (Mosaic - 2001) 5 CD's met Lou Stein, Billy Bauer, Denzil Best, Glenn Osser, Dick Cary, Ernie Caceres, Milt Hinton, Cutty Cutshall, Bob Wilber, Dick Hyman, Buzzy Drootin, Dave McKenna, Bucky Pizzarelli

- Biblioteca Nacional de España: XX963134
- Bibliothèque nationale de France: cb13827203n (data)
- Gemeinsame Normdatei: 121236463
- International Standard Name Identifier: 0000 0000 7327 1152
- Library of Congress Control Number: n83174965
- MusicBrainz: 92ffa91d-bc56-4da9-947a-e5659c40f561
- Nationale Bibliotheek van Israël: 987007317034505171
- Nederlandse Thesaurus van Auteursnamen: 074272497
- SNAC: w6tf0cnt
- Système universitaire de documentation: 156479125
- Virtual International Authority File: 100985260
- WorldCat: E39PBJkXqQFx7GVYHrrkd4HjYP